# Walton Goggins
Walton Goggins (Birmingham (Alabama), 10 november 1971), geboren als Walton Sanders Goggins jr., is een Amerikaanse acteur en filmproducent.

## Biografie
Goggins is geboren in Birmingham maar groeide op in Lithia Springs Georgia. Op twintigjarige leeftijd ging hij in Los Angeles wonen. Goggins heeft voor de periode van twaalf jaar acteren geleerd van Harry Mastrogeorge
Goggins begon in 1990 met acteren in de film Murder in Mississippi. Hierna heeft hij nog meerdere rollen gespeeld in films en televisieseries zoals The Next Karate Kid (1994), The Crow: Salvation (2000), The Bourne Identity (2002), The Shield (2002-2008) en Justified (2010-2015).
Goggins trouwde in 2001. Zijn vrouw overleed op 12 november 2004 door zelfmoord. In hun huwelijk beheerden zij een hondenuitlaatservice. Goggins is een fervente fotograaf, reiziger en Scuba duiker. Samen met Ray McKinnon is hij eigenaar van het bedrijf Ginny Mule Pictures, een film en televisieproductiebedrijf. Goggins hertrouwde met filmmaakster Nadia Conners in 2011. Samen hebben ze een zoon.

## Prijzen
- 2009 SXSW Film Festival in de categorie Beste Groep Acteurs met de film That Evening Sun - gewonnen
- 2009 Television Critics Association Awards[2] in de categorie Beste Succes in een tv-dramaserie met de televisieserie The Shield – genomineerd.
- 2001 Slamdance Film Festival[3] in de categorie Spirit of Slamdance Award met de film Randy and the Mob en de film The Accountant – beide gewonnen.

## Filmografie

### Films
Selectie:
- 2024: Queen of the Ring - als Jack Pfefer
- 2024: The Luckiest Man in America - als Peter
- 2024: The Uninvited - als Sammy
- 2022: Dreamin' Wild - als Joe
- 2021: Spirit Untamed - als Hendricks (stem)
- 2019: Them That Follow - als Lemuel Childs
- 2018: Ant-Man and the Wasp - als Sonny Burch
- 2018: Tombraider - als Mathias Vogel
- 2018: Maze Runner: The Death Cure - als Lawrence
- 2015: The Hateful Eight – als Sheriff Chris Mannix a.k.a."The Sheriff"
- 2012: Django Unchained – als Billy Crash
- 2011: Cowboys & Aliens – als Hunt
- 2010: Predators – als Stans
- 2008: Winged Creatures – als Zack
- 2006: The Architect – als Joe
- 2005: The World's Fastest Indian – als Marty
- 2003: House of 1000 Corpses – als Steve Naish
- 2002: The Bourne Identity – als research technicus
- 2001: The Accountant – als Tommy O'Dell
- 2000: Shanghai Noon – als Wallace
- 2000: The Crow: Salvation – als Stan Robbers
- 1994: The Next Karate Kid – als Charlie
- 1992: Forever Young – als MP

### Televisieseries
Uitgezonderd eenmalige gastrollen.
- 2025 The White Lotus - als Rick Hatchett - 8 afleveringen (seizoen 3)
- 2024-heden Fallout - als Cooper Howard/Ghoul-cowboy - 8 afl.
- 2021-2024 Invincible - als Cecil Stedman (stem) - 15 afl.
- 2019-2025 The Righteous Gemstones - als Baby Billy Freeman - 21 afl.
- 2023 I'm a Virgo - als Hero - 5 afl.
- 2022-2023 George & Tammy - als Earl 'Peanutt' Montgomery - 6 afl.
- 2022 The Last Days of Ptolemy Grey - als dr. Rubin - 5 afl.
- 2019-2021 The Unicorn - als Wade Felton - 31 afl.
- 2019 Deep State - als Nathan Miller - 8 afl.
- 2017 - 2018 Six - als Richard 'Rip' Taggart - 11 afl.
- 2016 - 2017 Vice Principals - als Lee Russell - 18 afl.
- 2010 – 2015 Justified – als Boyd Crowder – 74 afl.
- 2012 - 2014 Sons of Anarchy - als Venus Van Dam - 6 afl.
- 2012 Vanessa & Jan - als Ed - 3 afl.
- 2002 – 2008 The Shield – als detective Shane Vendrell – 89 afl.
- 1996 Pacific Blue – als Harv – 2 afl.

### Computerspellen
- 2017 Prey - als Aaron Ingram
- 2007 The Shield – als Detective Shane Vendrell (stem)
- 1996 Wing Commander IV: The Price of Freedom – als pilot (stem)

### Filmproducent
- 2021 John Bronco Rides Again - korte film
- 2019-2021 The Unicorn - televisieserie - 31 afl.
- 2019 Deep State - televisieserie - 7 afl.
- 2013 This Is All of Us - korte documentaire
- 2009 That Evening Sun - film
- 2007 Randy and the Mob - film
- 2004 Chrystal - film
- 2001 The Accountant - korte film

- Bibsys: 1465453924927
- Biblioteca Nacional de España: XX4415280
- Bibliothèque nationale de France: cb14639727h (data)
- Gemeinsame Normdatei: 141510609
- International Standard Name Identifier: 0000 0000 8102 723X
- Library of Congress Control Number: no2008030739
- MusicBrainz: 10addb39-2d15-4eab-94d6-9a18fd4541f0
- Nationale Bibliotheek van Tsjechië: xx0220841
- Nederlandse Thesaurus van Auteursnamen: 431349738
- Système universitaire de documentation: 153529369
- Virtual International Authority File: 24402768
- WorldCat: E39PBJtmpbfchhfMWPQmjrJkXd